# Proyecto Mer
De acuerdo con la página y la wiki del proyecto, Mer es una distribución (de GNU/Linux) basada en el trabajo del proyecto MeeGo, optimizada para dispositivos móviles, dirigida a los fabricantes de estos y basada en la biblioteca de desarrollo de aplicaciones Qt, en la versión 5 del estándar HTML y en el lenguaje de programación JavaScript. El producto de software en cuestión es desarrollado de tal manera que cualquier interesado puede participar. El modelo de gobierno que rige el proyecto se conoce como "Meritocracia".